# Hugo Houle
Hugo Houle (ur. 27 września 1990 w Sainte-Perpétue) – kanadyjski kolarz szosowy. Olimpijczyk (2016 i 2020).

## Osiągnięcia
Opracowano na podstawie:

2012
- 1. miejsce w klasyfikacji górskiej Coupe des nations Ville Saguenay
- 2. miejsce w Tour de Beauce
  - 1. miejsce w klasyfikacji młodzieżowej
- 3. miejsce w mistrzostwach Kanady (jazda indywidualna na czas)

2014
- 2. miejsce w mistrzostwach Kanady (jazda indywidualna na czas)

2015
- 1. miejsce w mistrzostwach Kanady (jazda indywidualna na czas)
- 1. miejsce w igrzyskach panamerykańskich (jazda indywidualna na czas)

2016
- 2. miejsce w Tour de Beauce

2021
- 1. miejsce w mistrzostwach Kanady (jazda indywidualna na czas)

2022
- 1. miejsce na 16. etapie Tour de France
- 2. miejsce w Arctic Race of Norway

## Rankingi
| Rok              | 2010 | 2011 | 2012 | 2013 | 2014 | 2015 | 2016  | 2017 | 2018 | 2019 | 2020 | 2021 | 2022 | 2023 | 2024 |
| ---------------- | ---- | ---- | ---- | ---- | ---- | ---- | ----- | ---- | ---- | ---- | ---- | ---- | ---- | ---- | ---- |
| UCI World Tour   |      |      |      | -    | -    | -    | -     | 234. | 194. |      |      |      |      |      |      |
| World Ranking    |      |      |      |      |      |      | 593.  | 625. | 344. | 447. | 354. | 352. | 161. | 340. | 697. |
| UCI Europe Tour  | -    | -    | 465. |      |      |      | 1387. | 647. | 359. |      |      |      |      |      |      |
| UCI America Tour | 365. | 200. | 59.  |      |      |      | 101.  | -    | -    | 43.  | 24.  | 30.  | 16.  | 31.  | -    |
|                  |      |      |      |      |      |      |       |      |      |      |      |      |      |      |      |
| Źródło: UCI      |      |      |      |      |      |      |       |      |      |      |      |      |      |      |      |